# John Todd
John Wayne Todd (n. 10 mai 1949 – d. 10 noiembrie 2007), de asemenea cunoscut ca "John Todd Collins", "Lance Collins" sau "Christopher Kollyns", a fost un scriitor american și teoretician al conspirației. El a pretins că ar fi fost un ocultist care s-a născut într-o "familie de vrăjitoare" înainte de se a converti la creștinism. El a fost sursa primară pentru lucrările lui Jack T. Chick scrise împotriva fenomenului Dungeons & Dragons, a catolicismului, neopăgânismului și a rock-ului creștin. Deși cea mai mare parte a activității sale a avut loc în anii 1970, afirmațiile sale continuă să fie răspândite în unele cercuri fundamentaliste creștine.